# Llavis ardents
Llavis ardents (títol original: The Hot Spot) és una pel·lícula estatunidenca de Dennis Hopper estrenada l'any 1990. Basat en la novel·la Hell Hath No Fury de Charles Williams (1953), al cartell anglosaxó figurava A scorchingly erotic thriller « un thriller d'un erotisme incendiari ». Ha estat doblada al català.
La seva banda original d'inspiració blues és prestigiosa: John Lee Hooker, Miles Davis, Taj Mahal i Roy Rogers.

## Argument
Harry Madox (Don Johnson), un fugitiu de la justícia, desembarca a la petita ciutat de Landers, a Texas, amb la intenció de buidar el seu banc. Carismàtic i amb bona presentació, obté immediatament una plaça de venedor en un concessionari de cotxes. Coneix diversos habitants: el xèrif (Barry Corbin), que sospita de les seves intencions, Lon (Charles Martin Smith), el dolent noi local, i sobretot l'esposa del seu cap, la sulfurosa Dolly (Virginia Madsen) i la secretària, la jove Gloria (Jennifer Connelly). Harry és atret a la vegada per les dues dones.

## Repartiment
- Don Johnson: Harry Madox
- Virginia Madsen: Dolly Harshaw
- Jerry Hardin: George Harshaw
- Jennifer Connelly: Gloria Harper
- Charles Martin Smith: Lon Gulick
- Barry Corbin: El Xèrif
- William Sadler: Frank Sutton
- Jack Nance: Julian Ward
- Leon Rippy: El Diputat Tate
- Virgil Frye: El Diputat Buck